# Югославия на зимних Олимпийских играх 1936
Югославия принимала участие в Зимних Олимпийских играх 1936 года в Гармиш-Партенкирхене (Германия) в третий раз за свою историю, пропустив Зимние Олимпийские игры 1932 года,но не завоевала ни одной медали. Впервые в югославской делегации были не только лыжники, но и горнолыжники, прыгуны и двоеборцы.

## Результаты

### Горнолыжный спорт
| Спортсмен     | Дисциплина | Скоростной спуск | Скоростной спуск | Слалом    | Слалом    | Слалом | Итог  | Итог  |
| Спортсмен     | Дисциплина | Время            | Место            | 1-й спуск | 2-й спуск | Место  | Очки  | Место |
| ------------- | ---------- | ---------------- | ---------------- | --------- | --------- | ------ | ----- | ----- |
| Хуберт Хайм   | Комбинация | DNF              | –                | –         | –         | –      | DNF   | –     |
| Эмиль Жнидар  | Комбинация | 8:02.2           | 50               | 1:50.7    | 1:58.1    | 31     | 61.84 | 33    |
| Франци Чоп    | Комбинация | 6:13.6           | 31               | 1:38.5    | 1:37.4    | 22     | 75.88 | 25    |
| Кирилл Прачек | Комбинация | 5:39.4           | 16               | 1:34.4    | 1:32.6    | 17     | 81.54 | 15    |

### Лыжное двоеборье
| Спортсмен    | Дисциплина        | Лыжная гонка, 18 км | Лыжная гонка, 18 км | Лыжная гонка, 18 км | Прыжки с трамплина | Прыжки с трамплина | Прыжки с трамплина | Прыжки с трамплина | Итог  | Итог  |
| Спортсмен    | Дисциплина        | Время               | Очки                | Место               | 1-й прыжок (м)     | 2-й прыжок (м)     | Очки               | Место              | Очки  | Место |
| ------------ | ----------------- | ------------------- | ------------------- | ------------------- | ------------------ | ------------------ | ------------------ | ------------------ | ----- | ----- |
| Радо Истенич | Личное первенство | DNF                 | –                   | –                   | –                  | –                  | –                  | –                  | DNF   | –     |
| Леон Беблер  | Личное первенство | 1:34:25             | 139.2               | 43                  | 41.0               | 42.0               | 177.5              | 32                 | 316.7 | 38    |
| Албин Якопич | Личное первенство | 1:30:02             | 160.8               | 32                  | 37.5               | 42.0               | 166.9              | 39                 | 327.7 | 36    |
| Тоне Дечман  | Личное первенство | 1:29:44             | 162.3               | 30                  | 41.0               | 42.5               | 169.1              | 38                 | 331.4 | 34    |

### Лыжные гонки
| Дистанция        | Спортсмен                                           | Результат | Результат |
| Дистанция        | Спортсмен                                           | Время     | Место     |
| ---------------- | --------------------------------------------------- | --------- | --------- |
| 18 км            | Леон Кнап                                           | 1:28:31   | 44        |
| 18 км            | Август Якопич                                       | 1:26:48   | 38        |
| 18 км            | Франк Смолей                                        | 1:24:03   | 25        |
| 18 км            | Алоиз Кланчник                                      | 1'23:18   | 23        |
| 50 км            | Ладо Сенкар                                         | 4:20:20   | 31        |
| 50 км            | Леон Кнап                                           | 3:59:17   | 21        |
| 50 км            | Ловро Жемва                                         | 3:59:13   | 20        |
| 50 км            | Франк Смолей                                        | 3:47:40   | 10        |
| эстафета 4х10 км | Леон Кнап Август Якопич Алоиз Кланчник Франк Смолей | 3:04:38   | 10        |

### Прыжки на лыжах с трамплина
| Спортсмен      | Диспиплина | 1-й прыжок | 1-й прыжок | 1-й прыжок | 2-й прыжок | 2-й прыжок | 2-й прыжок | Итог  | Итог  |
| Спортсмен      | Диспиплина | Дистанция  | Очки       | Место      | Дистанция  | Очки       | Место      | Очки  | Место |
| -------------- | ---------- | ---------- | ---------- | ---------- | ---------- | ---------- | ---------- | ----- | ----- |
| Албин Якопич   | К-80       | 52.0       | 78.0       | 45         | 53.0       | 78.1       | 44         | 156.1 | 44    |
| Албин Новшак   | К-80       | 54.0       | 86.0       | 43         | 58.5       | 88.0       | 41         | 174.0 | 41    |
| Франк Прибошек | К-80       | 59.0       | 87.8       | 39         | 55.0       | 88.1       | 40         | 175.9 | 39    |
| Франк Пальме   | К-80       | 61.0       | 87.8       | 39         | 55.0       | 81.1       | 43         | 168.9 | 43    |